# Crataegus tanacetifolia
Crataegus tanacetifolia, el Espino de Asia Menor rojo, es una especie arbórea de la familia de las Rosáceas. Es originaria de Turquía donde aparece en las laderas áridas o en lugares rocosos, usualmente en rocas calcáreas

## Descripción
Se trata de un árbol de hoja caduca que crece hasta los 10 metros de alto y 8 metros de ancho. El fruto, que tiene un diámetro de 10-14 mm o hasta 25 mm, puede consumirse fresco o cocinado.

## Taxonomía
Crataegus tanacetifolia fue descrita por (Lam.) Pers. y publicado en Synopsis Plantarum 2: 38, en el año 1807.
Sinonimia
- Mespilus tanacetifolia Lam. basónimo[6]